# Carlos Verona
Carlos Verona Quintanilla (ur. 4 listopada 1992 w San Lorenzo de El Escorial) – hiszpański kolarz szosowy.

## Najważniejsze osiągnięcia
Opracowano na podstawie:

2010
- 5. miejsce w Vuelta Al Besaya

2011
- 6. miejsce w Tour des Pays de Savoie
- 7. miejsce w Vuelta a la Comunidad de Madrid U-23
- 7. miejsce w Cinturó De L'empordà

2012
- 1. miejsce w klasyfikacji górskiej Vuelta Ciclista a León
- 9. miejsce w Toscana-Terra di ciclismo

2013
- 8. miejsce w Japan Cup

2018
- 2. miejsce w GP Miguel Indurain
- 1. miejsce w klasyfikacji górskiej Vuelta al País Vasco

2022
- 1. miejsce na 7. etapie Critérium du Dauphiné

## Rankingi
| Rok             | 2011 | 2012 | 2013 | 2014 | 2015 | 2016  | 2017 | 2018 | 2019 | 2020 | 2021 | 2022 | 2023 | 2024 |
| --------------- | ---- | ---- | ---- | ---- | ---- | ----- | ---- | ---- | ---- | ---- | ---- | ---- | ---- | ---- |
| UCI World Tour  |      |      | -    | -    | -    | 223.  | 147. | 126. |      |      |      |      |      |      |
| World Ranking   |      |      |      |      |      | 629.  | 352. | 251. | 503. | 311. | 598. | 184. | 460. | 335. |
| UCI Europe Tour | 597. | -    |      |      |      | 1703. | 588. | 431. | 386. | 257. | 482. | 151. | -    | -    |
| UCI Asia Tour   | -    | -    |      |      |      | 477.  | -    | -    |      |      |      |      |      |      |
|                 |      |      |      |      |      |       |      |      |      |      |      |      |      |      |
| Źródło: UCI     |      |      |      |      |      |       |      |      |      |      |      |      |      |      |